# NGC 5448
NGC 5448 é uma galáxia espiral barrada (SBa) localizada na direcção da constelação de Ursa Major. Possui uma declinação de +49° 10' 21" e uma ascensão recta de 14 horas, 02 minutos e 50,4 segundos.
A galáxia NGC 5448 foi descoberta em 15 de Maio de 1787 por William Herschel.